# Indiana Jones y el Cetro de los Reyes
Indiana Jones y el Cetro de los Reyes es un videojuego publicado por LucasArts para Wii, Nintendo DS, PlayStation 2, y PlayStation Portable. El juego es el tercero en la serie en usar entornos 3D precedido por Indiana Jones y la Tumba del Emperador, y Indiana Jones y la Máquina Infernal.La versión de Wii incluye la aventura gráfica Indiana Jones and the Fate of Atlantis como desbloqueable.

## Modo de Juego
La historia se centra en la búsqueda del Bastón de Moises.
La versión de Wii incluye un exclusivo modo cooperativo con campaña de historia, teniendo como compañero al mismísimo padre de Indy, Henry Jones Sr. También es debloqueable una versión de la clásica aventura point & click Indiana Jones and the Fate of Atlantis.

## Argumento
La historia comienza con Indiana Jones a la búsqueda de un antiguo ídolo de cabeza de carnero en Sudán en 1939. Indy atraviesa un cañón y entra en el templo del ídolo. Después de sortear peligros, incluyendo arañas y estatuas que se derrumban, Indy encuentra el ídolo y está a punto de salir, cuando se encuentra con un grupo de nazis. Indy se enfrenta a su líder, Magnus Völler, y un ayudante nazi que lleva una pistola. Indy se ve obligado a renunciar al ídolo, pero hace una maniobra evasiva cuando se distrae Voller. Sale del templo y combate a algunos soldados nazis. Toma prestado un camión y persigue a una avioneta que está despegando por la pista, su billete de salida. Después de subir a la avioneta, tira al piloto y despega. Es perseguido brevemente por algunos combatientes nazis, pero se escapa y se dirige de nuevo a los Estados Unidos.
De vuelta en Estados Unidos, Indiana recibe una carta de un viejo amigo, Archie Tan. Él explica que tiene información sobre la desaparición del exprofesor de la universidad de Indy, Charles Kingston. Indy se dirige a San Francisco para hablar con Archie, sólo para descubrir que él y su nieta Suzie habían sido secuestrados. Indy sigue la pista de Suzie, y al rescatarla corren a la ubicación de la oficina de su abuelo. También se entera de un antiguo artefacto que Archie estaba custodiando, la Esfera de Jade. Investigando Indy la oficina encuentra un pasadizo secreto, que lleva una gruta donde monta una telesilla desvencijada que desciende a una cámara subterránea llena de viejos barcos. Se encuentra con más matones abajo, pero los vence. Se encuentra la Esfera de Jade en una pila de balas de cañón. Horas después al salir de la oficina, ve a Archie a través de la calle que está en manos de Magnus Völler y un agente nazi. Voller ordena Indy entregar a la Esfera, a no ser que quiera que le profesor Tan muera. Indy parece tirar la Esfera a Voller al pasar un tranvía consiguiendo que él y Archie puedan huir, pero cuando Magnus abre el envase descubre que es una estatua sin valor, no la Esfera. Indy y Archie son perseguidos en tranvía por coches con ametralladoras. Indy utiliza su pistola para disparar a los neumáticos o motores de los coches (en la versión de Xbox 360, este es reemplazado por una pelea en la parte superior del tranvía). Una vez a salvo, Archie le cuenta a Indy sobre los hechos ocurridos. Indiana decide ir a América Central, donde, según Tan, Kingston encontró la Esfera de Jade hace unos años...
En el muelle a su destino, Indy se mete en una discusión menor con una fotógrafo irlandés llamada Maggie O'Mally, que decide acompañarlo en el camino. Sin embargo, su camping y el bosque circundante es atacado por mercenarios nativos bajo el manto de Magnus. Indy se las arregla para defenderse de los atacantes. Él salva a un pueblo de indios en la versión de Wii y PS2, que le dan la clave de una pirámide. Indy viaja a través de la pirámide en ruinas, que se basa en el inframundo maya, lo que conduce a un diario de detalles reveladores de Kingston sobre el Cetro de los Reyes, el artefacto que Moisés usa para separar el Mar Rojo. Después de obtener más pistas en Estambul sobre la localización del Cetro, Indy localiza Kingston en Nepal. Por desgracia, los nazis han seguido a Indiana y secuestran a Kingston y Maggie (que es en realidad una agente del MI6). Indy luego se cuela en el zeppelin de los nazis,  Odin,  y rescata a Maggie, pero no logra rescatar al profesor Kingston, que es disparado por Magnus, haciéndose con el Cetro. En tierra, en las costas del Mar Rojo, Waller prueba el poder del bastón, y despeja el camino a través del Mar Rojo para sus soldados y posar el zeppelin. 
Indy y Maggie persiguen a Magnus en un sidecar e intentan derrotarlo con un lanzacohetes. Magnus entonces intenta escapar, pero en una pelea entre ambos, golpea en la pared de agua y la corriente ascendente se lo lleva. Al llegar a tierra firme y salir de la abertura, Indy usa el bastón y desata una explosión que hace que el agua vuelva a su lugar, logrando así hundir el zeppelín. A continuación, el Cetro de los Reyes o Bastón de Moises se convierte en una serpiente, e Indy lo suelta rápidamente debido a su odio hacia las serpientes, y exclama "Ugh .. No pienso tocar eso ..."

## Personajes
- Indiana Jones: el famoso arqueólogo se ve enuelto una vez más en la búsqueda de un tesoro mítico, esta vez el Cetro de los Reyes, el Bastón que usó Moises para abrir las aguas del Mar Rojo y guiar al pueblo hebreo en su huida de los soldados egipcios.
- Maggie O'Malley: una fotógrafo que Indy conoce en Centroamérica, en realidad es una agente del MI6 que seguía la pista de la desaparición del Profesor Kingston.
- Magnus Waller: teniente nazi que busca el Cetro de los Reyes para el Führer.
- Charles Kingston: profesor de arqueología y antiguo mentor de Indy, su obsesión por el mito del Bastón de Moisés le llevó décadas de búsqueda.
- Archie Tan: mercader de antigüedades de origen chino, tiene su tienda en el barrio chino de San Francisco.
- Suzie Tan: Nieta de Archie, supo que su abuelo había sido secuestrado y ayudó a Indy a encontrarlo.
- "Blind Duck": traficante de opio, de origen chino, hizo un trato con los nazis para secuestrar a Archie Tan y conseguir la Esfera de Jade.